# マット・クリフォード
マット・クリフォード（Matt Clifford）は、ミュージシャン。マルチプレイヤーだが、主にキーボードを担当する事が多い。作曲家として映画やＴＶ番組用の音楽も多数手がけている。
1970年代後半にはリック・ウェイクマンの見習いとしてツアーに同行し、ウェイクマンをサポートする側近であった。
1986年に結成されたGTRのライブでのメンバーとなった。レコーディングには参加していない。GTRのライブ映像DVDで彼の姿を見ることができる。
1989年、GTRのメンバーだったスティーヴ・ハウが参加したアンダーソン・ブラッフォード・ウェイクマン・ハウ(ABWH)に、サポート・メンバーとして参加。実際のところは、ABWHの母体となったジョン・アンダーソンによるプリプロダクションのキーボード奏者としての参加で、クリフォードが弾いているキーボードのパートを後にリック・ウェイクマンが弾いて差し替えを行っている。この結果、完成したABWHのアルバム『閃光』では全体の約7割のキーボードがウェイクマンによる演奏のものとなったが、残りの約3割はクリフォードの演奏が残っている。例えば、7曲目「TEAKBOIS」の金管系の音のソロのパートはクリフォードの演奏である。
ABWHのメイキング映像DVD『イン・ザ・ビッグ・ドリーム』で彼の姿を見ることができる。
続いて、ローリング・ストーンズのアルバム『スティール・ホイールズ』（1989年）でキーボードを担当、ワールド・ツアー（Steel Wheels World Tour）にも同行し、1990年のローリング・ストーンズ初来日の際には、サポート・メンバーとして東京ドームのステージに立った（「You Can't Always Get What You Want」ではフレンチ・ホルンも担当した）。
ABWHのツアーにもサポート・メンバーとして参加する予定であったが、ローリング・ストーンズのライブで多忙のために参加できず、代わりにジュリアン・コルベックがABWHのツアーに参加した。
ミック・ジャガーのソロ・アルバム『ゴッデス・イン・ザ・ドアウェイ』（2001年）中の数曲に彼のクレジット （ミック・ジャガーとの共作）が見られるほか、ローリング・ストーンズの2005年のアルバム『ア・ビガー・バン』にも2曲で彼が参加(プロデュースと演奏)している。
映画『バタリアン』（1985年）の音楽を担当している。